# Michael P. Botticelli
Michael P. Botticelli (n. 2 de enero de 1958) es un funcionario público estadounidense, que entre otras cosas, se desempeñó como director de la Oficina de la Política Nacional para el Control de Drogas (ONDCP), desde marzo de 2014 hasta el final del mandato del presidente Obama, habiendo sido nombrado como director en funciones luego de la renuncia de Gil Kerlikowske, y recibiendo luego la confirmación del Senado de Estados Unidos en febrero de 2015.
Antes de unirse a la White House Office of National Drug Control Policy (ONDCP), Botticelli trabajó en el Departamento de Salud Pública de Massachusetts.
Además, Michael Botticelli es el director ejecutivo del Centro Grayken para Medicina de Adicciones en el Boston Medical Center.

## Educación y entorno familiar
Botticelli se crio en Waterford (Nueva York), en una familia con historia de alcoholismo.
En cuanto a sus estudios universitarios, obtuvo una licenciatura (Bachelor's degree) en psicología en el Siena College, así como una maestría (Master's degree) en educación en la St. Lawrence University.
Botticelli comenzó a beber alcohol regularmente en su tercer año de escuela secundaria, y hacia sus 20 años de edad, ya era un alcohólico. Y también experimentó con cocaína y marihuana.
Además, fue arrestado por conducir alcoholizado en 1988, provocando una colisión de tráfico en la autopista de peaje Massachusetts Turnpike, de la Autopista Interestatal 90. Un juez le dio la opción de entrar en tratamiento o ser sentenciado a prisión, y eligió ingresar en tratamiento.

## Carrera profesional
Después de lograr la sobriedad y de poder controlarla, en 1994 Botticelli se unió al Departamento de Salud Pública de Massachusetts, trabajando desde 1994 hasta 1995 como coordinador de programas de alcoholismo. Posteriormente, entre 1995 y 1996 continuó desempeñándose como gerente de contratos para políticas y servicios relacionados con el VIH, y en el período 1996-2000 prosiguiendo como subdirector de política y planificación. Asimismo, entre el 2000 y el 2003 trabajó como jefe de personal del comisionado de salud pública, y entre el 2003 y el 2012 como director de servicios de abuso de sustancias. En este último cargo, supervisó el programa piloto de la policía de Quincy (Massachusetts), para comenzar a administrar naloxona y así tratar las sobredosis de opioides, y para la expansión de los servicios de tratamiento de abuso de sustancias en los centros de salud comunitarios.
También corresponde destacar que Gil Kerlikowske, trabajando como director de la Oficina de Política Nacional de Control de Drogas (ONDCP) bajo la presidencia de Barack Obama, en una visita a Massachusetts conoció a Botticelli, y le pidió que le acompañara desempeñándose como subdirector. Y en marzo de 2014, luego de la confirmación de Kerlikowske como comisionado de Aduanas estadounidenses y Protección de Fronteras, Botticelli se convirtió en director en funciones, siendo así el primer director de la ONDCP en recuperación para el uso de sustancias adictivas.
En febrero de 2015, el Senado de Estados Unidos confirmó a Botticelli en sus nuevas funciones, por unanimidad de senadores presentes (92-0). Como director de la ONDCP, Botticelli se orientó a expandir el uso de la naloxona, a mejorar la educación de los proveedores de analgésicos recetados, y a proporcionar jeringas limpias para usuarios de drogas inyectables (y así limitar la propagación del VIH y de la hepatitis C). Botticelli criticó el enfoque anterior de la nación para lidiar con las cuestiones relacionadas con las drogas, afirmando que "no se puede arrestar y encarcelar a las personas con adicciones", y opinando que el enfoque debía estar en el tratamiento y no en el encarcelamiento.
Con respecto a la marihuana, Botticelli se opuso sin embargo a liberalizar su consumo por sus efectos, por la publicidad similar al tabaco que podría obtener, y por la dependencia que los estados podrían llegar a tener con respecto a sus impuestos.
Luego de finalizar la administración Obama, el Centro de Medicina de Adicción de Grayken en el 'Boston Medical Center', nombró a Botticelli su director ejecutivo.

## Afiliaciones (membresías)
Botticelli es miembro de la Asociación Nacional de Directores Estatales de Abuso de Alcohol y Drogas (en inglés: National Association of State Alcohol and Drug Abuse Directors –NASADAD–). También ha sido miembro del comité asesor del 'Centro para la Prevención del Abuso de Sustancias'  (en inglés: Center for Substance Abuse Prevention) y de la 'Alianza Nacional de Acción para la Prevención del Suicidio'  (en inglés: National Action Alliance for Suicide Prevention).

## Premios y honores
- Ramstad/Kennedy National Award for Outstanding Leadership in Promoting Addiction Recovery (Premio Nacional Ramstad/Kennedy al Liderazgo Sobresaliente en la Promoción de la Recuperación de Adicciones - 2008)[16]
- National Association of State Alcohol and Drug Abuse Directors Service Award (Premio del Servicio de Directores de la Asociación Nacional de Abuso de Alcohol y Drogas del Estado - 2012)[16]

## Vida privada
Botticelli y su pareja se conocieron en 1995 y se casaron en 2009.